# 猛春蜓属
猛春蜓属（学名：Labrogomphus）为春蜓科的一个属。

## 下属物种
本属包括以下物种：
- 凶猛春蜓 Labrogomphus torvus Needham, 1931